# دنوایلر-فرونباخ
دنوایلر-فروهنباخ (به آلمانی: Dennweiler-Frohnbach) یک شهر در آلمان است که در Kusel واقع شده‌است. دنوایلر-فروهنباخ ۲۹۵ نفر جمعیت دارد.